# ゲオルク・フリードリヒ (ブランデンブルク＝アンスバッハ辺境伯)

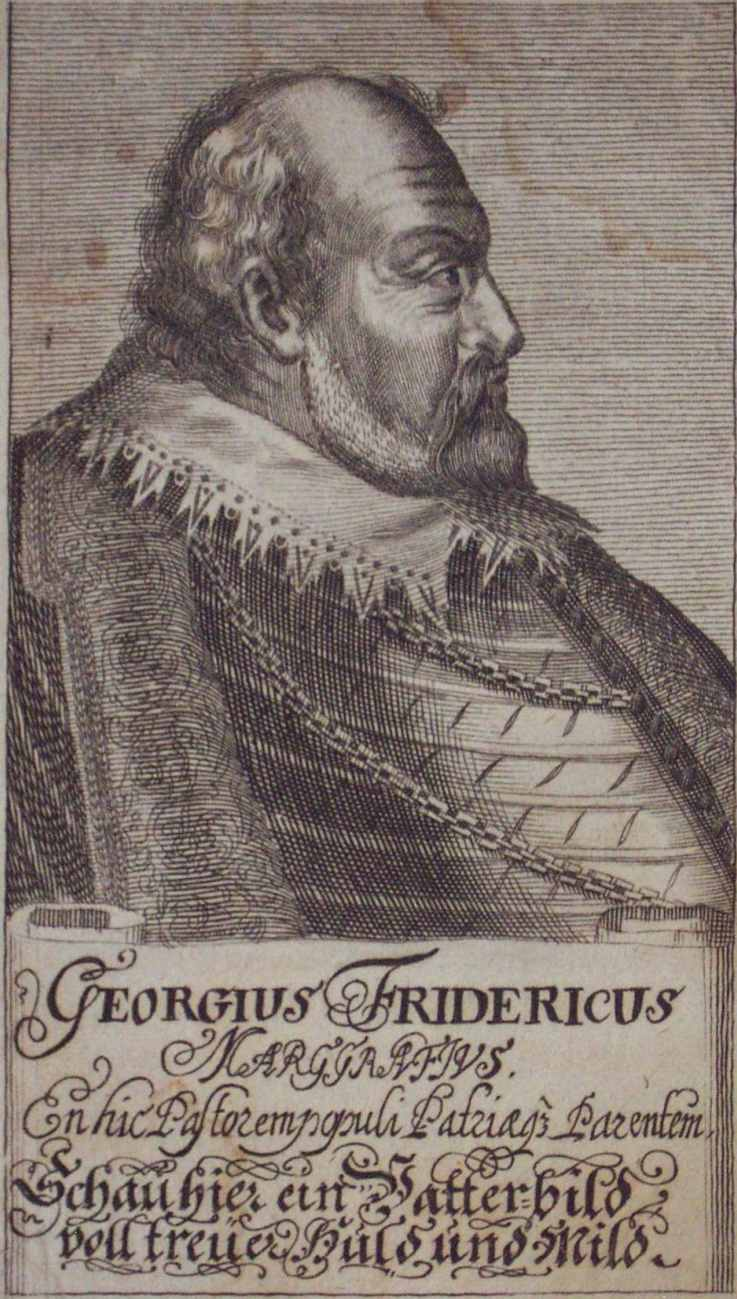
ゲオルク・フリードリヒ

ゲオルク・フリードリヒ（Georg Fiedrich, 1539年4月5日 - 1603年4月25日）は、ブランデンブルク＝アンスバッハ辺境伯（在位：1543年 - 1603年）及びブランデンブルク＝クルムバッハ辺境伯（在位：1557年 - 1603年）。オポーレ公（在位：1543年 - 1549年、1556年 - 1558年）、プロイセン公領の摂政でもあった。

## 生涯
ゲオルク・フリードリヒはアンスバッハ辺境伯であったゲオルク敬虔伯の一人息子で、幼くして父親を亡くした後は母親の周到な教育を受けて育った。ゲオルク・フリードリヒは、1556年に父親のシレジア地方の所領（イェーゲルンドルフ公（現チェコ、クルノフ）、ボイテン（現ポーランド、ビトム）およびオーダーベルク（現チェコ、ボフミン）の領主）にも封ぜられ、執務を行うようになった。
1557年に従兄のアルブレヒト・アルキビアデスが死去し、クルムバッハ家系が断絶した後はブランデンブルク＝クルムバッハ辺境伯をも兼ねた。また、従弟でプロイセンにおける最後のフランケン系ホーエンツォレルン家の領主アルブレヒト・フリードリヒの鬱病が進行し衰弱したため、最も近い親族であるゲオルク・フリードリヒが1577年、後見役に就いた。1578年には、当時プロイセンの上位統治者であったポーランド王ステファン・バートリが彼をプロイセン公に封じている。
ゲオルク・フリードリヒが卓越した管理組織能力や財政面での振興・処理能力を有していたことは明らかである。彼は故郷フランケンで、行政運営を根本的に転換した。その手腕によりクルムバッハ地方は新たな興隆を得て、軍事・財政の根本的改革が行われたのである。この地のプロテスタント教会は、その役員組織を彼に委ねていた。
ゲオルク・フリードリヒはプロイセンでも同様の処置を行い、ステファン・バートリの協力を得ながら領主権を強化し、権利と行政機能の改革を行った。多くのフランケンの役人をプロイセンに送り込み、行政実務、金融政策、行政管理等の面でフランケンを手本に改革を行っていった。
ゲオルク・フリードリヒは、1558年にホーエンツォレルン家の同族であるブランデンブルク＝キュストリン辺境伯ヨハンの長女エリーザベト（1540年 - 1578年）と最初の結婚をしたが、彼女は1578年に東プロイセンへ向かう途中で亡くなった。1年後に、リューネブルク侯ヴィルヘルムの娘ゾフィー（1563年 - 1639年）と結婚したが、どちらの結婚でも子供は生まれなかった。
ゲオルク・フリードリヒは、1603年に男系後継者を遺さずに亡くなった。彼の死によって、フランケン系ホーエンツォレルン家の古い家系であるアンスバッハ＝イェーゲルンドルフ家は断絶した。後継者は既に1598年のゲラーエア家内法によって定められており、本家からブランデンブルク選帝侯ヨハン・ゲオルクの五男クリスティアンがクルムバッハ、六男ヨアヒム・エルンストがアンスバッハをそれぞれ相続した。
ゲオルク・フリードリヒの遺体は、フランケン系ホーエンツォレルン家の墓所があるハイルスブロン修道院に安置された。彼がクルムバッハに創設した教育機関スコラ・クルムバキアーナ（Schola Culmbachiana）は後に、Markgraf-Georg-Friedrich-Gymnasium（辺境伯ゲオルク・フリードリヒ・ギムナジウム）と改名された。